# Saïd Aouita
Saïd Aouita (Kenitra, 2 november 1959) is een voormalige Marokkaanse atleet, wereldrecordhouder, olympisch kampioen en wereldkampioen. Hij nam tweemaal deel aan de Olympische Spelen, waarbij hij, naast zijn gouden medaille, bij een andere gelegenheid ook nog eens brons veroverde.

## Biografie

### Dominantie
Saïd Aouita domineerde de middellange afstand in de jaren tachtig van de 20e eeuw op alle afstanden tussen de 800 m en 5000 m. Hij was de enige man die in staat was om de 800 m binnen de 1.44 te lopen, de 1500 m binnen de 3.30, de 3000 m binnen de 7.30 en de 5000 m binnen de 13.00. Hij vocht tegen olympische kampioenen als Joaquim Cruz, Peter Rono, John Ngugi en Alberto Cova op hun terrein. Tussen september 1983 en september 1990 won hij 115 van de 119 wedstrijden. Hij versloeg wereldkampioen Steve Cram op de 1500 m, olympisch bronzenmedaillewinnaar Alessandro Lambruschini op de 3000 m steeplechase, olympische kampioenen Joaquin Cruz en Paul Ereng op de 800 m en wereldkampioen Yobes Ondieki op de 5000 m.

### Olympisch kampioen
Aouita's eerste grote internationale wedstrijd waren de wereldkampioenschappen van 1983 in Helsinki, waar hij uitkwam op de 1500 m. In de finale was de snelheid de eerste 1000 meter laag, een tactiek die Aouita niet lag, en hij finishte uiteindelijk als derde. Na deze ervaring besloot Aouita om op de Olympische Spelen van 1984 in Los Angeles op de 5000 m uit te komen. De 5000 m finale werd gelopen met een zeer hoge snelheid onder aanvoering van Antonio Leitão uit Portugal. Dit lag Aouita een stuk beter dan de tactieken in Helsinki. Hij bleef achter Leitão, sprintte de laatste ronde langszij en finishte in de olympische recordtijd van 13.05,59.

### Wereldrecords
In de volgende twee seizoenen liep Aouita twee wereldrecords: op de 5000 m (13.00,40) en op de 1500 m (3.29,46). Aouita's 1500 m wereldrecord was opmerkelijk vanwege zijn trage start. Aouita liep de eerste 400 m in een middelmatige tijd van 57,0 seconden. Het 800 meterpunt bereikte hij net onder de 1.54 min., waarna hij drastisch versnelde. Deze buitengewone prestaties werden geleverd door Aouita na een bitter verlies. Op de 1500 m in Nice bleef Steve Cram als eerste man onder de 3.30 minuten. Aouita legde de laatste 100 meter van die race af in 11,8 s en liep bijna langs Cram, maar zijn droom om als eerste man onder deze magische grens te lopen ging voorbij. In 1986 won Aouita de IAAF Grand Prix series. In 1987 brak Aouita het wereldrecord van Steve Cram op de 2000 m met een tijd van 4.50,81. Slechts zes dagen later brak hij zijn eigen wereldrecord op de 5000 m en was hij met 12.58,39 de eerste man die onder de 13 minuten bleef.
Op de wereldkampioenschappen in 1987 schreef Aouita zich in op de 800 m, 1500 m, 5000 m en de 10.000 m (om zijn tegenstanders te verwarren). Uiteindelijk kwam hij uit op de 5000 m. In de finale maakte John Ngugi een redelijk tempo, maar niet snel genoeg. Aouita kwam vlak voor de bel naar voren en versloeg iedereen in een massasprint met een tijd van 13.26,44.

### Olympisch brons op 800 m
Aouita zocht een nieuwe uitdaging voor zichzelf in het olympische jaar 1988. In plaats van zich te richten op de 5000 m, waarop hij wereldkampioen en olympisch kampioen was, besloot hij zich toe te leggen op kortere afstanden. Op de Olympische Spelen van Seoel in 1988 kwam hij uit op de 800 m en de 1500 m. Aouita won op de 800 m gemakkelijk zijn halve finale, maar had zijn linkerbeen dik met verband ingepakt wegens een recentelijk verrekte hamstring. In de finale werd zeer snel geopend om de eindsprint van Aouita te neutraliseren. Aouita liep volgens zijn plan, maar werd op het eind verslagen door 800 meter-specialisten en werd derde. Zijn bronzen medaille maakte hem de enige man die op Olympische Spelen een medaille won op zowel de 800 m als de 5000 m. De wedstrijd op de 800 m had zijn hamstring ernstig belast. Alhoewel hij zich wel voor de halve finale van de 1500 m kwalificeerde, trok hij zich terug voor de start op de halve finale.

### Wereldkampioen indoor
In het volgende jaar won Aouita op de wereldindoorkampioenschappen de 3000 m. Later dat jaar lukte het hem eindelijk het wereldrecord van Henry Rono op de 3000 m succesvol aan te vallen met een tijd van 7.29,45. Aouita deed geen outdoorwedstrijden in 1990. Toen hij later wel weer in outdoorwedstrijden uitkwam, kon hij zijn dominerende prestaties uit de jaren tachtig niet meer voortzetten. Zijn elfde plaats op de wereldkampioenschappen in Tokio in 1991 baarde geen opzien. Een paar dagen na de WK won hij een wedstrijd in Keulen, waarbij hij de complete 1500 meter-elite versloeg, met uitzondering van wereldkampioen Noureddine Morceli, die afwezig was.
Het seizoen 1992 startte veelbelovend na een wereldrecord indoor op de 3000 m in Athene. De IAAF weigerde echter op formaliteitsgronden dit record te erkennen. In mei won Aouita de mijl op de New York Games en een 1000 m-wedstrijd in Jena. Wegens blessures was hij niet in staat deel te nemen aan de Olympische Spelen van Barcelona in 1992. Zijn pogingen om een comeback te maken in 1993 en 1995 faalden.

### Einde atletiekloopbaan
Na zijn atletiekcarrière werd Aouita met matig succes trainer in zijn moederland en later in Australië. Zijn loopbaan in Australië kwam ten einde, nadat hij door zijn atleet Mark Fontain ervan werd beschuldigd, dat hij hem groeihormonen had laten nuttigen. Een onderzoek kon deze verdachtmaking niet bevestigen, waarna Aouita Australië verliet. In februari 2006 werden de beschuldigingen door de Australische hordeloopster Melissa Rollison bevestigd.

## Titels
- Olympisch kampioen 5000 m - 1984
- Wereldkampioen 5000 m - 1987
- Wereldindoorkampioen 3000 m - 1989
- Afrikaans kampioen 1500 m - 1984
- Marokkaans kampioen 5000 m - 1981
- Magreb kampioen 800 m - 1983
- Magreb kampioen 1500 m - 1983

## Persoonlijke records
Outdoor
| Onderdeel   | Prestatie | Datum            | Plaats   |
| ----------- | --------- | ---------------- | -------- |
| 800 m       | 1.43,86   | 21 augustus 1988 | Keulen   |
| 1000 m      | 2.15,16   | 28 augustus 1988 | Londen   |
| 1500 m      | 3.29,46   | 23 augustus 1985 | Berlijn  |
| 1 Eng. mijl | 3.46,76   | 2 juli 1987      | Helsinki |
| 2000 m      | 4.50,81   | 16 juli 1987     | Parijs   |
| 3000 m      | 7.29,45   | 20 augustus 1989 | Keulen   |
| 5000 m      | 12.58,39  | 22 juli 1987     | Rome     |

Indoor
| Onderdeel | Prestatie | Datum            | Plaats          |
| --------- | --------- | ---------------- | --------------- |
| 3000 m    | 7.39,71   | 10 februari 1989 | East Rutherford |
| 5000 m    | 13.22,56  | 5 februari 1989  | Fairfax         |

## Wereldrecords

### 1500 m
- 3.29,46 - Berlijn, 23 augustus 1985

### 2000 m
- 4.50,81 - Parijs, 16 juli 1987

### 3000 m
- 7.29,45 - Colonia, 20 augustus 1989

### 5000 m
- 13.00,40 - Oslo, 27 juli 1985
- 12.58,39 - Rome, 22 juli 1987

## Palmares

### 800 m
- 1980:  Islamic Games - 1.52,06
- 1982:  Afrikaanse kamp. - 1.48,80
- 1983:  Magreb kamp. - 1.49,1
- 1983:  Middellandse Zeespelen - 1.51,45
- 1988:  OS - 1.44,06
- 1988:  Memorial Van Damme - 1.44,36

### 1500 m
- 1980:  Islamic Games - 3.51,26
- 1981:  Universiade - 3.38,43
- 1982:  Afrikaanse kamp. - 3.42,2
- 1983:  Magreb kamp. - 3.35,6
- 1983:  WK - 3.42,02
- 1983:  Middellandse Zeespelen - 3.39,19
- 1984:  Afrikaanse kamp. - 3.38,18
- 1987:  Middellandse Zeespelen - 3.39,48
- 1991:  Grand Prix Finale - 3.36,13
- 1991: 11e WK - 3.39,49

### 1 Eng. mijl
- 1988:  Grand Prix Finale - 3.56,21
- 1989:  Emsley Carr Mile - 3.51,97
- 1989:  Memorial Van Damme - 3.50,09

### 2000 m
- 1986:  Memorial Van Damme - 4.51,98

### 3000 m
- 1984:  Memorial Van Damme - 7.33,3
- 1985:  Memorial Van Damme - 7.32,94
- 1989:  WK indoor - 7.47,94

### 5000 m
- 1984:  OS - 13.05,59
- 1986:  Grand Prix Finale - 13.13,13
- 1987:  Middellandse Zeespelen - 13.38,05
- 1987:  WK - 13.26,44
- 1989:  Wereldbeker - 13.23,14
- 1989:  Jeux de la Francophonie - 13.36,19
- 1986:  Grand Prix Finale - 13.06,36

### 3000 m steeplechase
- 1987:  Middellandse Zeespelen - 8.21,92

### veldlopen
- 1978: 34e WK veldlopen voor junioren - 24.02

1983 Eamonn Coghlan ·
1987 Saïd Aouita ·
1991 Yobes Ondieki ·
1993 Ismael Kirui ·
1995 Ismael Kirui ·
1997 Daniel Komen ·
1999 Salah Hissou ·
2001 Richard Limo ·
2003 Eliud Kipchoge ·
2005 Benjamin Limo ·
2007 Bernard Lagat · 
2009 Kenenisa Bekele ·
2011 Mo Farah ·
2013 Mo Farah ·
2015 Mo Farah ·
2017 Muktar Edris ·
2019 Muktar Edris ·
2022 Jakob Ingebrigtsen ·
2023 Jakob Ingebrigtsen
1912: Hannes Kolehmainen ·
1920: Joseph Guillemot ·
1924: Paavo Nurmi ·
1928: Ville Ritola ·
1932: Lauri Lehtinen ·
1936: Gunnar Höckert ·
1948: Gaston Reiff ·
1952: Emil Zátopek ·
1956: Vladimir Koets ·
1960: Murray Halberg ·
1964: Bob Schul ·
1968: Mohammed Gammoudi ·
1972: Lasse Virén ·
1976: Lasse Virén ·
1980: Miruts Yifter ·
1984: Saïd Aouita ·
1988: John Ngugi ·
1992: Dieter Baumann ·
1996: Vénuste Niyongabo ·
2000: Millon Wolde ·
2004: Hicham El Guerrouj ·
2008: Kenenisa Bekele ·
2012: Mo Farah ·
2016: Mo Farah ·
2020: Joshua Cheptegei ·
2024: Jakob Ingebrigtsen